# Ljoedmila Kondratjeva
Ljoedmila Andrejevna Kondratjeva (Russisch: Людмила Андреевна Кондратьева) (Sjachty, 11 april 1958) is een voormalige Russische sprintster die was gespecialiseerd op de 100 m en internationaal uitkwam voor de Sovjet-Unie. Ze was op deze discipline olympisch kampioene, meervoudig Sovjet-kampioene en wereldrecordhoudster. Ze blonk ook uit op de 200 m, waarop ze in 1978 Europees kampioene werd.

## Biografie

### Eerste succes
Aan het begin van haar sportcarrière deed ze aan vijfkamp. Op het EK 1978 won ze een gouden medaille op de 200 m. Met de estafetteploeg veroverde ze op de 4 x 100 m estafette een tweede gouden medaille. Hiermee maakte ze zich tot de grote favoriet voor de Olympische Spelen in 1980.

### Olympisch kampioene
Op 26 juli 1980 stond Kondratjeva in de finale van de 100 m op de Olympische Spelen van 1980 in Moskou. Vijf atletes gingen op slechts 0,1 seconden afstand van elkaar over de streep. Uit de finishfoto bleek dat Kondratjeva met slechts 0,01 seconde de Oost-Duitse Marlies Göhr had verslagen in een nieuw wereldrecord van 11,06. Het brons ging naar de andere Oost-Duitse Ingrid Auerswald die in 11,14 over de meet kwam. Kondratjeva liep bij deze wedstrijd een spierscheuring op waardoor ze niet meer kon uitkomen op de 200 m en de estafetteloop.
In 1983 behaalde ze op de wereldkampioenschappen atletiek met haar teamgenoten Jelena Vinogradova, Irina Oltsjovnikova en Olga Antonova de finale. Hier behaalde ze als startloper een zesde plaats met een tijd van 43,40 seconden.
Door de Russische boycot van de Olympische Spelen van 1984 in Los Angeles kon ze haar titel niet verdedigen. Op de Vriendschapsspelen behaalde ze op de 100 m een zilveren medaille. Met een tijd van 11,02 eindigde ze achter de Oost-Duitse Marlies Göhr (goud; 10,95) en voor de Bulgaarse Anelia Nuneva (brons; 11,10). Dat seizoen zette ze een punt achter haar sportcarrière en trouwde met Joeri Sedych, tweevoudig olympisch kampioen kogelslingeren, van wie ze later weer zou scheiden.

### Comeback
In 1988 maakte ze nog een comeback op de Olympische Spelen van 1988 in Seoel. Ze behaalde op de 100 m de halve finale en won met haar teamgenoten Galina Maltsjoegina, Marina Zjirova en Natalja Voronova een bronzen medaille op de 4 x 100 m estafette.

## Titels
- Olympisch kampioene 100 m - 1980
- Europees kampioene 200 m - 1978
- Sovjet kampioene 60 m (indoor) - 1980, 1982
- Sovjet kampioene 100 m (outdoor) - 1979, 1982
- Sovjet kampioene 100 m (indoor) - 1978, 1979
- Sovjet kampioene 200 m (outdoor) - 1979, 1988

## Persoonlijke records
Outdoor
| Onderdeel | Prestatie       | Datum            | Plaats |
| --------- | --------------- | ---------------- | ------ |
| 100 m     | 11,02 s (ex-WR) | 16 augustus 1984 | Praag  |
| 200 m     | 22,31 s         | 12 juni 1980     | Moskou |

Indoor
| Onderdeel | Prestatie | Datum           | Plaats |
| --------- | --------- | --------------- | ------ |
| 60 m      | 7,33 s    | 19 januari 1985 | Parijs |

## Palmares

### 60 m
- 1980:  EK indoor - 7,31 s
- 1985: 4e WK indoor - 7,36 s

### 100 m
- 1979:  Europacup - 11,15 s
- 1980:  OS - 11,06 s
- 1984:  Vriendschapsspelen - 11,02 s

### 200 m
- 1978:  EK - 22,52 s
- 1979:  Europacup - 22,40 s
- 1979:  Wereldbeker - 22,66 s

### 4 x 100 m estafette
- 1983: 6e WK - 42,22 s
- 1988:  OS - 42,75 s